# Andouille de Guémené

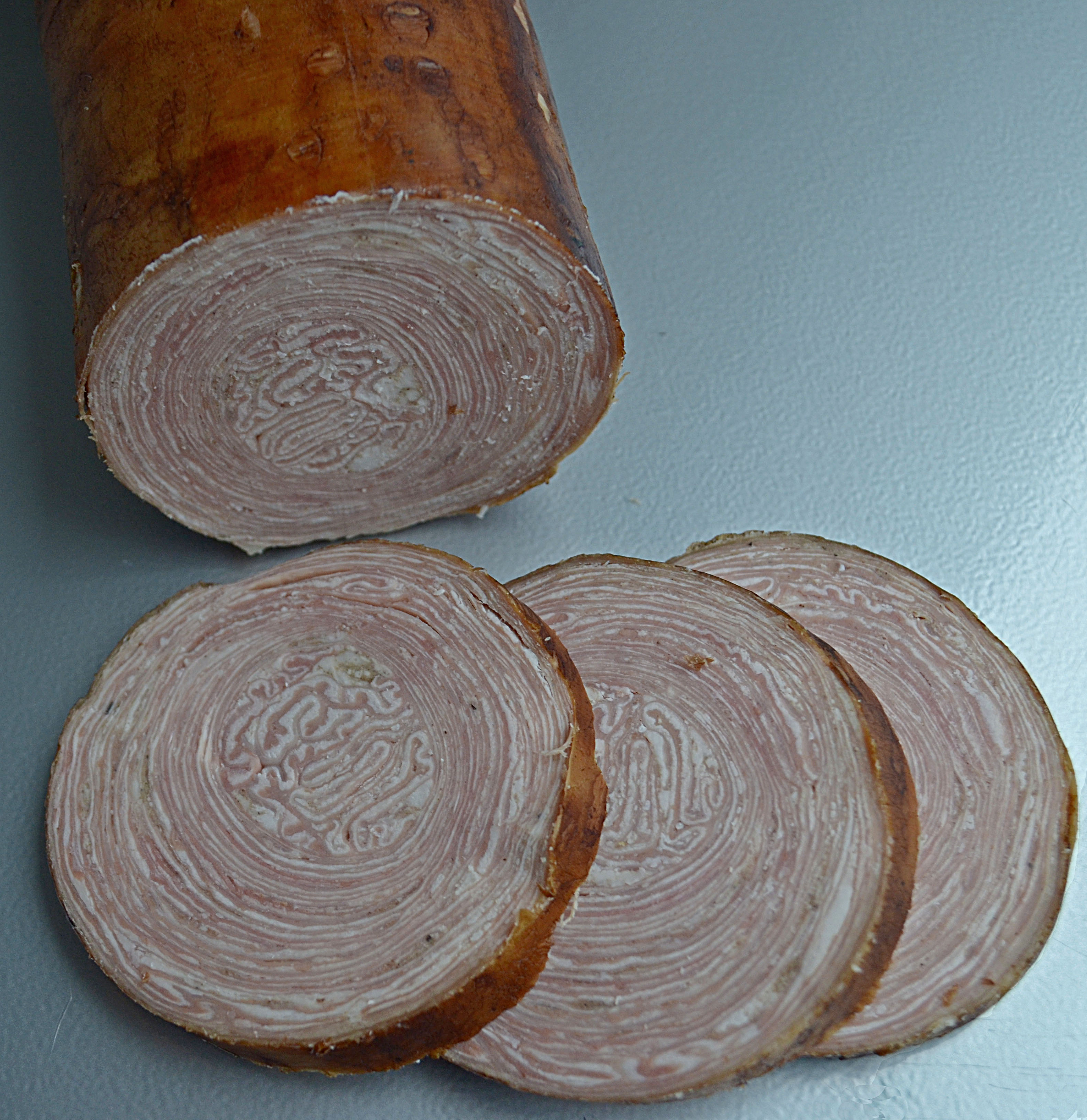
Andouille de Guéméné tranchée. Les cercles concentriques à l'intérieur la distinguent visuellement de l'andouille de Vire.

L’andouille de Guémené est une charcuterie à base de chaudins de porc enfilés les uns sur les autres pour former une andouille, qui est fumée puis cuite à l'eau. C'est une spécialité de Guémené-sur-Scorff, dans le Morbihan.

## Description
L'andouille de Guémené se présente comme une andouille d'une soixantaine de centimètres de longueur et de 6  à   8 cm de diamètre. Elle se distingue par la disposition en cercles concentriques des intestins utilisés pour sa fabrication et par sa couleur extérieure noire, traditionnellement due à la fumaison. Dans les procédés industriels, la couleur noire est obtenue par un mélange de caramel et d'autres colorants naturels.
Les andouilles de Guémené industrielles ne sont pas produites à Guémené-sur-Scorff et ne sont pas faites à la main. Le fait que l'andouille de Guémené ne bénéficie d'aucune AOP ni IGP permet cela. Toutefois, en 2017, le Code des Usages de la charcuterie crée le terme d'Andouille de Guémené Tradition permettant de démarquer les andouilles de Guémené artisanales des industrielles.

## Fabrication
On fabrique d'abord le « cœur » de l'andouille à l'aide de chaudins (gros intestins) de porc découpés en lanières. Puis une trentaine d'autres chaudins saumurés, dégraissés et assaisonnés sont enfilés par-dessus le cœur, selon leur calibre, de manière à former une andouille. La dernière couche est constituée par une baudruche (cæcum) de bœuf.
L'andouille est fumée au feu de bois (hêtre ou chêne) puis mise à sécher pendant plusieurs semaines. Elle est ensuite piquée pour que la graisse puisse s'évacuer puis cuite dans un bouillon frémissant pendant trois ou quatre heures.

## Utilisation
L'andouille est le plus souvent consommée en tranches, froide ou chaude :
- sur une galette de sarrasin ;
- en assiette de charcuterie ;
- grillée ;
- cuisinée à la moutarde ;
- avec de la purée, au four ;

Elle peut aussi être réchauffée entière, à l'eau ou à la vapeur.

## Fête de l'andouille
Depuis 1994, la Confrérie des goustiers de l’andouille organise chaque été à Guémené-sur-Scorff une Fête de l'andouille en l'honneur de la spécialité culinaire locale. La fête comprend des dégustations, des animations, des spectacles musicaux, et se termine par la messe du pardon de Notre-Dame-de-la-Fosse. Elle se tient le deuxième dimanche après le 15 août.